# Amalgame (métallurgie)
Pour les articles homonymes, voir Amalgame.

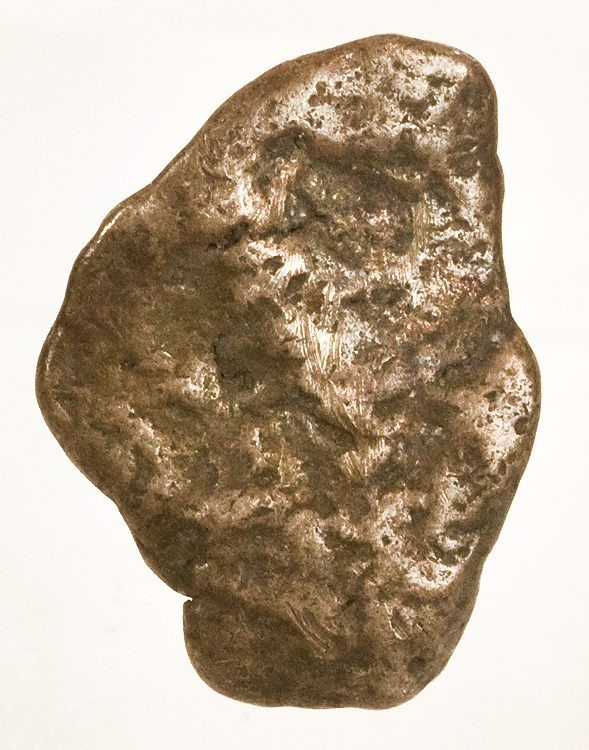
Arquerite, un amalgame naturel de mercure et d'argent.

Un amalgame est un alliage métallique qui se forme facilement, sans chauffage. Cela désigne uniquement des alliages composés de mercure et d'un autre métal le plus souvent de l'or (pour son extraction) de l'argent, et d'autres métaux tels l'étain et le cuivre (utilisé pour les obturations dentaires). Ils peuvent être naturels ou artificiels. Le mercure ne forme pas d'amalgame avec le fer, le platine, le tantale et le tungstène.

## Principaux amalgames et utilisations

### Amalgame de métaux alcalins
L'amalgamation des métaux alcalins est fortement exothermique. De plus, ils s'oxydent facilement à l'air libre en se dissociant en oxydes de métaux alcalins et en mercure.

#### Amalgame de sodium
Le sodium peut former l'amalgame de formule NaHg2 avec le mercure lorsqu'il y est dissous. Il s'agit d'un agent réducteur important en chimie organique et inorganique. Il s'oxyde rapidement dans l'air et réagit avec l'eau. Il doit donc être protégé dans une atmosphère inerte d'azote par exemple.

#### Amalgame de potassium
L'amalgame de potassium présente des propriétés similaires à celui de sodium : il s'oxyde rapidement à l'air et réagit violemment avec l'eau. Sa formation est également exothermique. Il peut se présenter sous plusieurs formes dont KHg de couleur dorée et KHg2 de couleur argentée (de point de fusion respectif 178 °C et 278 °C).

### Amalgame d'ammonium
L'amalgame d'ammonium se forme en dissolvant des ions ammonium dans du mercure. Il a été découvert en 1808 par Humphry Davy et Jöns Jakob Berzelius. Il présente une coloration grise et est instable à température ambiante. 
{\displaystyle \mathrm {2\ H_{3}N{-}Hg{-}H\ {\xrightarrow {\Delta T}}\ 2\ NH_{3}+H_{2}+2\ Hg} }
Il se décompose aussi en présence d'eau ou d'alcool.

### Amalgame d'aluminium
L'amalgame d'aluminium peut se former en dissolvant de la poudre d'aluminium directement dans du mercure ou en plongeant une lame d'aluminium dans une solution de chlorure de mercure(II), les bandes se recouvrant d'une mince couche d'amalgame. Cet amalgame peut être utilisé comme agent  réducteur, car il ne permet plus la passivation de l'aluminium. La suppression de cette couche de passivation est à l'origine de sa grande réactivité, notamment vis-à-vis de l'eau, avec laquelle il peut former une grande quantité d'hydrogène.

### Amalgame de thallium
L'amalgame de thallium se solidifie à −58 °C. Il est donc utilisé dans les thermomètres  de basses températures.

### Amalgame d'étain
L'amalgame d'étain a été utilisé jusqu'au milieu du XIXe dans le tain des miroirs.

### Amalgame d'or
L'amalgame d'or est utilisé pour la réalisation de dorures ainsi que pour former des pépites d'or dans la technique de l'orpaillage. Dans les deux cas, l'amalgame est ensuite chauffé pour que le mercure s'évapore et ne subsiste plus que l'or.

### Amalgame d'argent
L'amalgame d'argent est utilisé, tout comme celui d'or, dans l'extraction minière. Il a aussi été utilisé pour la réalisation du verre mercuré.

## Sonde à mercure

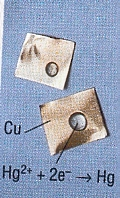
La sonde à amalgame décrite.

La présence d'ions mercure dans l'eau peut être révélée par une sonde composé d'une lamelle de cuivre et d'une solution d'acide nitrique. Les ions mercure subissent une réaction redox avec le cuivre: 
Hg2+ + Cu → Hg + Cu2+.
Le mercure élémentaire réagit ensuite avec la plaque de cuivre pour former un amalgame. Les ions argent réagissent eux aussi mais ils n'adhèrent pas à la plaque (ils ne forment pas d'amalgame) et sont donc facilement emportés,  les différenciant des ions mercure.